# LILO
LILO (LInux LOader) — один із стандартних завантажувачів для Linux, що використовувався до широкого розповсюдження завантажувача GRUB. Станом на 2015 рік розробку програми припинено.

## Конфігурування
На відміну від GRUB, LILO зберігає дані конфігурації (такі, як пункти меню, вибір за замовчуванням тощо) у двійковому вигляді, і тому при кожній зміні конфігурації LILO шляхом редагування файла lilo.conf, потрібно оновлювати внутрішню конфігурацію за допомогою запуску програми lilo. GRUB не потребує такої схеми, оскільки читає текстові файли конфігурації безпосередньо.
LILO підтримує від 1 до 16 пунктів конфігурації.

## Підтримка ОС
Крім завантаження ядер Linux (разом з initrd) можна завантажувати наступні стадії двійкового завантажувача (механізм chainloading). Наприклад, LILO може завантажувати і запускати завантажувачі FreeBSD або Microsoft Windows.

## Інсталяція
LILO може бути встановлений в головному завантажувальному секторі MBR або завантажувальному секторі розділу.
LILO використовує BIOS для доступу до жорстких дисків, з притаманними цій схемі обмеженнями.